# 六人团

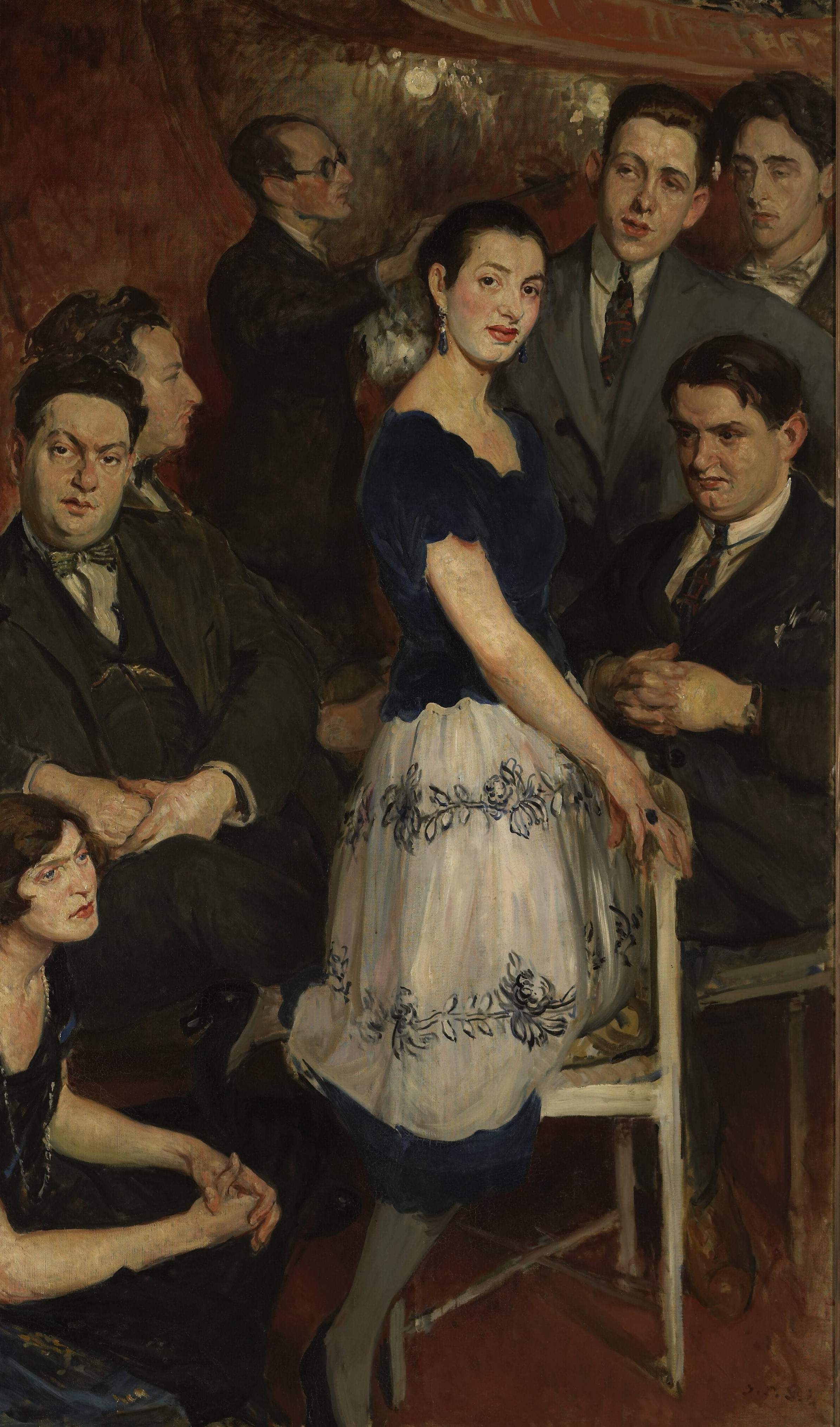
《六人團》（Le Groupe des six），法國畫家Jacques-Émile Blanche繪，1922年。畫中共有八人，但其實只出現了六人團中的五人，路易·迪雷未入畫。中央是法國女鋼琴家Marcelle Meyer。左起由下至上：热尔梅娜·塔耶芙尔、达律斯·米约、阿尔蒂尔·奥涅格、另一位法國音樂家Jean Wiener。右方站者是弗朗西斯·普朗克和法國作家让·谷克多。右方坐者為乔治·奥里克。

六人团（法語：Les Six）指二十世纪的前期六位法国作曲家，该称呼最初由法国音乐评论家昂利·科莱提出，比照了俄罗斯五人团的方式進行命名。
这六位作曲家是：
- 路易·迪雷（Louis Durey，1888-1979）
- 阿尔蒂尔·奥涅格（瑞士人）（Arthur Honegger，1892-1955）
- 达律斯·米约（又译“大流士·米堯”）（Darius Milhaud，1892-1974）
- 热尔梅娜·塔耶芙尔（女） (Germaine Tailleferre，1892-1983）
- 弗朗西斯·普朗克（Francis Poulenc，1899-1963）
- 乔治·奥里克（Georges Auric，1899-1983）

他们都以埃里克·萨蒂为师，反对印象派和瓦格纳派音乐。在风格上，他们大多倾向于新古典主义，创作旋律优雅，结构明晰的音乐。只有奥乃格一人较为与众不同，风格倾向于德奥后浪漫主義。六人团主要存在时间为1920年代初，不久六人就分道扬镳。但他们给20世纪音乐带来的贡献难以被磨灭。